# Karel Kotouč
Karel Kotouč (13 ottobre 1881 – 18 settembre 1922) è stato un calciatore boemo.

## Statistiche

### Cronologia presenze e reti in nazionale
| Cronologia completa delle presenze e delle reti in nazionale ― Boemia | Cronologia completa delle presenze e delle reti in nazionale ― Boemia | Cronologia completa delle presenze e delle reti in nazionale ― Boemia | Cronologia completa delle presenze e delle reti in nazionale ― Boemia | Cronologia completa delle presenze e delle reti in nazionale ― Boemia | Cronologia completa delle presenze e delle reti in nazionale ― Boemia | Cronologia completa delle presenze e delle reti in nazionale ― Boemia | Cronologia completa delle presenze e delle reti in nazionale ― Boemia |
| Data                                                                  | Città                                                                 | In casa                                                               | Risultato                                                             | Ospiti                                                                | Competizione                                                          | Reti                                                                  | Note                                                                  |
| --------------------------------------------------------------------- | --------------------------------------------------------------------- | --------------------------------------------------------------------- | --------------------------------------------------------------------- | --------------------------------------------------------------------- | --------------------------------------------------------------------- | --------------------------------------------------------------------- | --------------------------------------------------------------------- |
| 6-10-1907                                                             | Praga                                                                 | Boemia                                                                | 5 – 3                                                                 | Ungheria                                                              | Amichevole                                                            | -                                                                     |                                                                       |
| 5-4-1908                                                              | Budapest                                                              | Ungheria                                                              | 5 – 2                                                                 | Boemia                                                                | Amichevole                                                            | -                                                                     |                                                                       |
| 13-6-1908                                                             | Praga                                                                 | Boemia                                                                | 0 – 4                                                                 | Inghilterra                                                           | Amichevole                                                            | -                                                                     |                                                                       |
| Totale                                                                |                                                                       | Presenze                                                              | 3                                                                     |                                                                       | Reti                                                                  | 0                                                                     |                                                                       |